# Azygospora
Azygospora – występująca u niektórych grzybów struktura podobna do zygospory, jednak nie powstała wskutek zlania się z sobą gametangium (jak u zygospory). Azygospory występują np. u Mucor azygospora i Mucor bainieri. Budowa ścian azygospor ma znaczenie przy identyfikacji niektórych gatunków grzybów.